# Fraser T Smith
Fraser Lance Thorneycroft-Smith (Taplow, 8 de febrero de 1971), más conocido como Fraser T Smith, es un letrista y productor musical británico, ganador de varios premios por sus trabajos en el área. En la contemporaneidad, es uno de los letristas y productores más demandados en la industria.
Durante su carrera, Fraser T. Smith ha escrito y/o producido varias canciones exitosas en la industria musical, especialmente en la industria musical europea. Dentro de dichas canciones, se incluyen éxitos N.º 1 en la UK Singles Chart del Reino Unido, como "Broken Strings" de James Morrison con Nelly Furtado y "Break Your Heart" de Taio Cruz. Por su parte, en la actualidad, sus trabajos incluyen proyectos como el séptimo álbum de estudio de Britney Spears, Femme Fatale o en el álbum debut Light After Dark de la artista británica Clare Maguire.

## Discografía

### 2009
- Miho Fukuhara — Rainbow — «Everybody Needs Someone»
- Sam Beeton — No Definite Answer — «Under the Fence»
- Sam Beeton — No Definite Answer — «Best Friend»
- Tinchy Stryder — Catch 22 — «Spotlight» con Tanya Lacey
- Tinchy Stryder — Catch 22 — «Halo»
- Tinchy Stryder — Catch 22 — «Preview»
- Taio Cruz — Rokstarr — «Break Your Heart»
- Taio Cruz — Rokstarr — «Dirty Picture» con Kesha
- Taio Cruz — Rokstarr — «No Other One»
- Taio Cruz — Rokstarr — «Take Me Back» con Tinchy Stryder
- Taio Cruz — Rokstarr — «Only You»
- Taio Cruz — Rokstarr — «Keep Going»
- Cheryl Cole — 3 Words — «Stand Up»
- JLS — JLS — «Keep You»
- James Morrison — Songs for You, Truths for Me — «Get to You»

### 2010
- Ellie Goulding — Lights — «Your Biggest Mistake»
- Kylie Minogue — Aphrodite — «Everything is Beautiful»
- Tinchy Stryder — Third Strike — «In My System»
- Tinchy Stryder — Third Strike — «Together» con Alexis Jordan
- Tinchy Stryder — Third Strike — «Second Chance»
- Keane — Night Train — «Stop for a Minute»
- Chipmunk — I Am Chipmunk — «Until You Were Gone» con Esmée Denters

### 2011
- Adele — 21 — «Set Fire to the Rain»
- Britney Spears — Femme Fatale — «Trouble for Me»[3]
- Britney Spears — Femme Fatale — «Scary»
- Leona Lewis — Hurt: The EP — «Hurt»
- Leona Lewis — Hurt: The EP — «Iris»
- Leona Lewis — Hurt: The EP — «Colorblind»

### 2012
- Cheryl Cole  — A Million Lights — «Sexy Den a Mutha»
- Leona Lewis — Glassheart — «Come Alive»
- Leona Lewis — Glassheart — «Unlove Me»
- Leona Lewis — Glassheart — «When It Hurts»
- Leona Lewis — Glassheart — «Sugar»
- Leona Lewis — Glassheart — «I to You»
- Leona Lewis — Glassheart — «Stop the Clocks»
- Leona Lewis — Glassheart — «Fingerprint»
- Leona Lewis — Glassheart — «Trouble»